# Nachal Timna (Šefela)
Nachal Timna (hebrejsky: נחל תמנה) je vádí na pomezí pahorkatiny Šefela a pobřežní nížiny v Izraeli.
Začíná v nadmořské výšce okolo 200 metrů východně od vesnice Tiroš, v prostoru základny Sdot Micha. Směřuje pak k západu zemědělsky využívanou mírně zvlněnou krajinou, přičemž ze severu míjí obec Tiroš. Za ní do ní od jihu ústí vádí Nachal Min'am s přítokem Nachal Chafra. Stáčí se potom k severu, zprava přijímá vádí Nachal Anot, úhýbá k západu, podchází těleso dálnice číslo 6 a pak prochází mezi obcemi Jad Binjamin a Bejt Chilkija. Podchází dálnice číslo 7 a vede pak již zcela rovinatou krajinou východně od města Gedera. Od východu do něj ústí vádí Nachal Eltke. Východně od vesnice Kidron ústí zleva do potoka Sorek.